# 斯韦里尔·英伊·英阿松
斯韋里爾·英伊·英阿松（1995年2月8日—）是冰島的一位職業足球員，在場上的位置是後衛。現效力於丹超球隊米迪蘭特。他也是冰島國家足球隊的成員，並且入選了冰島2016年歐洲國家盃參賽名單。